# 莉莎·杰森
莉莎·傑森（英語：Lisa Jackson；1987年—），美國模特兒。她是《全美超級模特兒新秀大賽》第九季的最後六強。

## 早年生活
比賽之前，莉莎已經和未婚夫左斯開始交往。她是一名舞蹈員。

## 全美超模新秀大賽
比賽未開始之前，莉莎在第九季的宣傳短片中\吸引了世界幾十萬名觀眾的目光，在比賽中也贏得了好成績。
在第二集裡，碧安卡因為認為脫衣舞娘不能成為超模而和莉莎發生口角，後來碧安卡向莉莎道歉。
無論是演繹時裝女俠，或者是拍攝音樂錄影帶，莉莎都可以非常好的表現出該主題。
| 拍攝主題                      | 子題目       | 該集排名   |
| ----------------------------- | ------------ | ---------- |
| 吸煙後遺症                    | 面頰生出腫瘤 | 第二       |
| 時尚攀岩照                    | 無           | 第三       |
| 花的姿態                      | 竹           | 第四       |
| 時尚女俠                      | 無           | 第一       |
| 資源回收                      | 寶特瓶       | 第七       |
| 安立奎·依各拉斯音樂錄影帶拍攝 | 無           | 第一       |
| 沙漠火燒車                    | 無           | 第六       |
| 封面女郎廣告拍攝              | 無           | 第六(淘汰) |

莉莎幾乎每一期的排名可說是緊跟著海瑟·庫茲米契。到最後莉莎被淘汰之後，海瑟也被淘汰了。
到了拍攝火燒車硬照時，莉莎開始成為了包尾二人，到了下一集的上海之行時，莉莎因為被評判質疑處理批評的能力，和廣告不理想而被淘汰。
除此之外，莉莎也贏得了兩次的小挑戰和一次的本周封面女郎。
CWTV和Seventeen也做了網路投票：誰是你的最愛?
莉莎和海瑟兩人目前都在頂尖，時常互相超越。

## 賽後生活
莉莎會和參賽者之一艾班妮·摩根一同去洛杉矶發展模特兒事業。

## 外部連結
- 莉莎·杰森的MySpace主頁